# Torparväxter

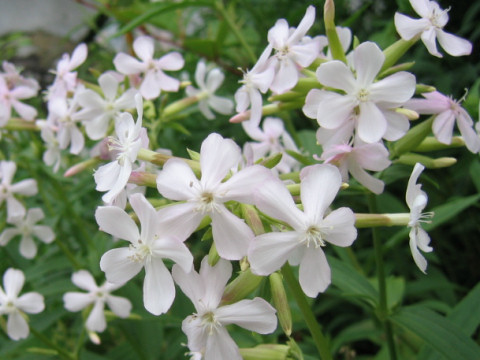
Såpnejlika blev en vanlig prydnadsväxt på 1800-talet

Torparväxter, även mormorsväxter eller gammeldagsväxter,  är växtarter som under loppet av en lång tid har anpassat sig väl till karga förhållandena i de nordiska länderna. De är vanligen härdiga, anspråkslösa och lättförökade, 
Många torparväxter kom mycket tidigt till de nordiska ländernas breddgrader. Prydnadsväxter började ofta odlas som kryddväxter eller läkeväxter, oftast i kloster och botaniska trädgårdar eller på prästboställen och herrgårdar. De blev vanliga i allmänhetens trädgårdar först på slutet av 1800-talet. Då bidrog hushållningssällskap och trädgårdsföreningar till att kunskap om trädgårdsskötsel spreds. Planter och fröer kunde då också spridas från nystartade plantskolor som Göteborgs trädgårdsförening, Bergianska trädgården och Alnarps trädgårdar.

## Torparväxter i urval och troliga tidpunkter för import till Sverige
- Akleja (Aquilegia vulgaris), 1050–1400-talet
- Blågull (Polemonium caeruleum), inhemsk växt
- Bondpion (Paeonia officinalis), 1050–1400-talet
- Borstnejlika (Dianthus barbatus), 1600-talet
- Höstflox (Phlox paniculata), 1700-talet
- Krollilja (Lilium martagon)
- Löjtnantshjärta (Dicentra spectabilis), andra hälften av 1800-talet
- Madonnalilja (Lilium candidum) 1050–1400-talet
- Plymspirea (Aruncus dioicus)
- Sibirisk nunneört (Corydalis nobilis), 1765 med Erik Laxman
- Såpnejlika (Saponaria officinalis), 800–1050
- Stockros (Althea officinalis), 800–1050
- Studentnejlika (Lychnis chalcedonica), 1600-talet
- Trädgårdsnejlika (Dianthus caryophyllus). 1500-talet
- Tusensköna (Bellis perennis), 1600-talet